# Río Kaloshka
El río Kaloshka o Koloshka (en ruso: Калошка, Колошка) es un pequeño río de Rusia, afluente derecho del río Shelón que discurre por la región de Novgorod cerca de la ciudad de Soltsý. Tiene una longitud de cerca de 48 kilómetros. El río corre por el territorio de Vybiti, Shapkovo y algunos otros pueblos en las proximidades de Soltsý. Desemboca en el río Shelón.
El río corre por el parque de la hacienda de los príncipes Vasilchikov, formando así parte de este conjunto arquitectónico.
- Esta obra contiene una traducción  derivada de «Колошка» de Wikipedia en ruso, publicada por sus editores bajo la Licencia de documentación libre de GNU y la Licencia Creative Commons Atribución-CompartirIgual 4.0 Internacional.

- Datos: Q2511040
- Multimedia: Koloshka / Q2511040